# 窑

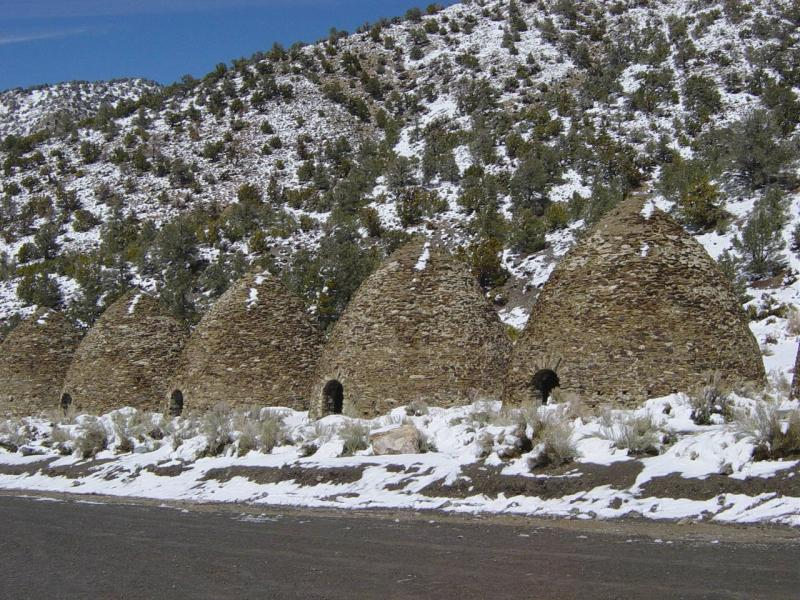
木炭窰、加利福尼亚州

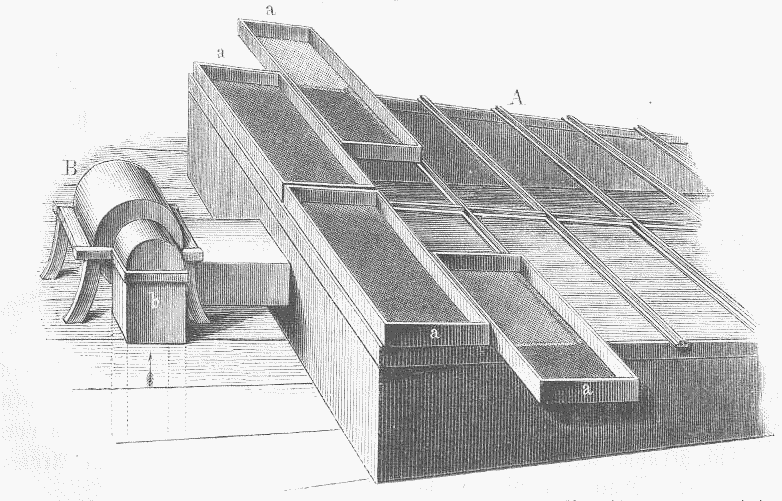
啤酒花窰

窯，是一个隔热的房间，也是一种烤炉，用来产生足够的温度以完成一些加工，例如硬化、干燥、或化学变化。用窰来把粘土加工成陶器、瓷砖和砖已经有几千年的历史了。傳統窰是固定的，近代有些行业會使用回转窰進行高温冶金处理、煅烧矿石，或把石灰岩煅烧成石灰以制作水泥。

## 窰的使用
已知最早的窰可以追溯到约公元前6,000年，发现于Yarim Tepe（今伊拉克）。 新石器时代的窰能够生产900 °C以上的高温。
窰的用途包括：
- 退火，融合、变形 玻璃，或熔化玻璃表面的金属氧化物颜料
- 金属工件的热处理
- 陶器
- 砖瓦厂
- 熔化金属用来铸造
- 冶炼矿石提取金属
- 高温分解化学材料
- 加热石灰岩与粘土，制造波特兰水泥，水泥窑
- 加热石灰岩，生产生石灰或氧化钙，石灰窑
- 加热石膏来做熟石膏
- 火化（高温）
- 烘干烟叶
- 烘干大麦麦芽用于酿酒和发酵
- 烘干啤酒花用于酿酒（啤酒花窑）
- 烘干玉米（谷物），有时称为玉米窑。
- 烘干绿色 木材 ，使得它可以立即使用
- 烘干木材 用作木柴
- 加热木材，裂解生产木炭

## 脚注
1. ↑  Piotr Bienkowski; Alan Millard. . University of Pennsylvania Press. 15 April 2010: 233. ISBN 978-0-8122-2115-2.